# Vertol VZ-2
Die Vertol VZ-2 (Herstellerbezeichnung: Model 76) war ein experimentelles VTOL-Wandelflugzeug des US-amerikanischen Herstellers Vertol Aircraft Corporation aus den späten 1950er Jahren. Es wurde lediglich ein Exemplar gebaut, das die USAF/Army-Seriennummer 56-6943 trug. Die VZ-2 war das erste Kippflügelflugzeug überhaupt.

## Geschichte
Die Entwicklung der VZ-2 geht zurück auf einen Auftrag der US-Army und des Office of Naval Research vom 15. April 1956. Es sollte ein Kippflügel-Flugzeug zur Untersuchung grundsätzlicher Probleme von VTOL-Flugzeugen mit dieser konstruktiven Auslegung entwickelt werden. Nach dem ersten Start im Schwebeflug am 13. August 1957 folgte der erste Übergang vom Schwebe- zum Horizontalflug (Transition) am 23. Juli 1958. Nach eingehender Erprobung durch Army und Navy wurde 1960 die Maschine der NASA übergeben, die sie bis 1965 weiter betrieb. In dieser Zeit wurde von der NASA eine Umkonstruktion des Tragflügels zur Erhöhung der Stabilität beim Sinkflug und eine Verstärkung des Antriebsübertragungssystems vorgenommen.

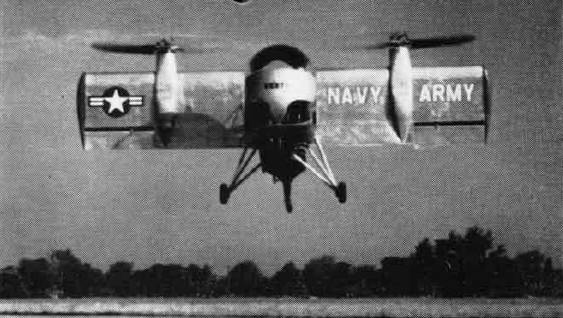
VZ-2 1958 während Tests bei der US-Army und US-Navy

Insgesamt führte die VZ-2 450 Flüge mit über 50 Stunden Gesamtflugzeit durch, davon waren 273 Flüge mit Flugzustandänderungen einschließlich 34 vollständigen Transitionen.

## Konstruktion
Der Rumpf war als Rohrgitter-Rumpf aufgebaut und anfangs unverkleidet. Die stark verglaste Bugkanzel, die mit einer Doppelsteuerung ausgerüstet war, wurde während der Erprobungszeit mehrfach umgebaut. In die Basis des T-Leitwerks waren zwei kleine Mantelpropeller eingebaut, die bei geringen Geschwindigkeiten die Steuerung um die Hochachse und Querachse unterstützten. Die Steuerung um die Längsachse erfolgte im Schwebeflug durch eine differentielle Verstellung der Propellerblätter.
Die Lycoming YT-53-Wellenturbine saß auf dem Rumpf und trieb über ein Untersetzungsgetriebe und Fernwellen zwei vor der Flügelvorderkante angeordnete große Propeller an. Der Ganzmetall-Rechteckflügel konnte einschließlich der Propeller zwischen 0° und 90° gekippt werden, ein Start konnte jedoch auch in jeder beliebigen Zwischenstellung erfolgen.

## Verbleib
Das Flugzeug befindet sich im Besitz des National Air and Space Museums, wird aber derzeit (2010) nicht ausgestellt.

## Technische Daten
| Kenngröße                   | Daten                                                    |
| --------------------------- | -------------------------------------------------------- |
| Besatzung                   | 2 (nebeneinander)                                        |
| Länge                       | 8,05 m                                                   |
| Spannweite                  | 7,59 m                                                   |
| Höhe                        | 4,57 m                                                   |
| Propeller-/Rotordurchmesser | 2,90 m                                                   |
| Leermasse                   | 1678 kg                                                  |
| Höchstgeschwindigkeit       | 340 km/h                                                 |
| Dienstgipfelhöhe            | 4200 m                                                   |
| Triebwerke                  | 1 × Lycoming YT53-L-1 Wellenturbine mit 522 kW (700 WPS) |